# Saint-Donat-sur-l'Herbasse
Saint-Donat-sur-l'Herbasse je naselje in občina v jugovzhodnem francoskem departmaju Drôme regije Rona-Alpe. Leta 2006 je naselje imelo 3.132 prebivalcev.

## Geografija
Kraj leži v pokrajini Daufineji ob reki Herbasse, 26 km severno od središča Valence.

## Uprava
Saint-Donat-sur-l'Herbasse je sedež istoimenskega kantona, v katerega so poleg njegove vključene še občine Arthémonay, Bathernay, Bren, Charmes-sur-l'Herbasse, Chavannes, Margès, Marsaz in Montchenu s 7.958 prebivalci.
Kanton Saint-Donat-sur-l'Herbasse je sestavni del okrožja Valence.